# انتخابات الرئاسة الإيرانية 1989
انتخابات الرئاسة الإيرانية 1989 هي الانتخابات الرئاسية التي جرت في 28 يوليو 1989 و الموافق يوم 6 مرداد من سنة 1368 (هجري شمسي حسب التقويم الإيراني)، لانتخاب رئيس الجمهورية الإسلامية الإيرانية، فاز بالانتخابات أكبر هاشمي رفسنجاني

## المرشحين
من بين قرابة 79 مرشحا سجلوا أسمائهم لمشاركة في الترشح لانتخابات رئاسة إيران وافق مجلس صيانة الدستور الإيراني فقط على أسماء فقط اثنين من المرشحين هما علي أكبر هاشمي رفسنجاني المرشح عن حزب جمعية علماء الدين المجاهدين وعباس شيباني المرشح عن حركة حرية إيران.